# On The Record
On The Record é um programa americano que mostra entrevistas com cantores, atores e atrizes, apresentadores e outros famosos. Na sua estreia, em 12 de Abril de 2011, foi apresentada uma entrevista com a cantora americana Lady Gaga. O programa é exibido pelo canal a cabo VH1.